# Andorre aux Jeux olympiques d'hiver de 2006
Cet article contient des informations sur la participation et les résultats de l'Andorre aux Jeux olympiques d'hiver de 2006.
Andorre est représentée par cinq athlètes aux Jeux olympiques d'hiver de 2006 à Turin en Italie.

## Médailles
|         | Médaille d'or | Médaille d'argent | Médaille de bronze | Total |
| ------- | ------------- | ----------------- | ------------------ | ----- |
| Andorre | 0             | 0                 | 0                  | 0     |

## Épreuves

### Ski alpin
Combiné H
- Roger Vidosa
  - 28e en 3:21.37
- Alex Antor
  - abandon dans la première manche du slalom

Descente H
- Alex Antor
  - 39e en 1:55.01
- Roger Vidosa
  - 50e en 1:59.24

Super-G H
- Alex Antor
  - abandon

Slalom H
- Alex Antor
- Roger Vidosa

Ski alpin F
- Emilia Estevenet ne participe à aucune épreuve
- Mireia Gutierrez ne participe à aucune épreuve

### Ski de fond
15km classique H
- Francesc Soulie
  - 72e en 44:42.6

30km poursuite H
- Francesc Soulie
  - Abandon

Sprint H
- Francesc Soulie
  - éliminé au premier tour de qualifications

50km libre H
- Francesc Soulie